# Mustafa Kemal Atatürk
Mustafa Kemal Atatürk (phát âm tiếng Thổ Nhĩ Kỳ: [musˈtafa ceˈmal ataˈtyɾk]; ( 19 tháng 5 năm 1881 – 10 tháng 11 năm 1938) là một sĩ quan quân đội, nhà cách mạng, và là quốc phụ cũng như vị Tổng thống đầu tiên của Cộng hòa Thổ Nhĩ Kỳ.
Atatürk được biết đến với tài nghệ thống soái siêu việt trong cuộc Chiến tranh thế giới lần thứ nhất. Sau khi Đế quốc Ottoman thất bại trong Chiến tranh thế giới lần thứ nhất, ông đã lãnh đạo Phong trào Dân tộc Thổ Nhĩ Kỳ đấu tranh giành lại độc lập cho đất nước. Sau khi thành lập chính phủ lâm thời tại Ankara, ông đã đánh bại lực lượng Đồng Minh. Cuộc kháng chiến này đã thành công và dẫn đến kết quả là nước Cộng hòa Thổ Nhĩ Kỳ ra đời. Sau chiến tranh, Atatürk đã tiến hành một công cuộc cải cách chính trị, kinh tế và văn hóa nhằm biến Thổ Nhĩ Kỳ thành một nhà nước hiện đại và thế tục. Những nguyên tắc của cuộc Cải cách Atatürk, mà từ đó đất nước Thổ Nhĩ Kỳ hiện đại ra đời, được biết đến với cái tên Chủ nghĩa Kemal.

## Thời niên thiếu
Atatürk sinh năm 1881 tại thành phố Selânik thuộc Đế quốc Ottoman (nay là Thessaloniki, Hy Lạp). Cha ông, một thương nhân buôn gỗ, qua đời khi ông mới bảy tuổi, người mẹ phải gánh lấy trách nhiệm nuôi nấng Mustafa và em gái ông cho tới trưởng thành.
Khi Mustafa mười hai tuổi ông vào học trường quân sự ở Selânik và sau đó Manastır (nay là Bitola thuộc Macedonia). Do thành tích trong học tập, trong thời gian này thầy giáo đă tặng ông cái tên thứ hai Kemal. Ông hoàn thành khóa học, ra trường với quân hàm trung úy và được thuyên chuyển đến Quân đoàn 5 đồn trú tại Dasmacus. Mustafa nhanh chóng tham gia một hội cách mạng bí mật có tên "Tổ quốc và tự do" (tiếng Thổ Nhĩ Kỳ: Vatan ve Hürriyet). Đến năm 1907 ông đạt đến cấp đại úy và sang Quân đoàn 3 ở Manastir. Ông tích cực tham gia trong phong trào "Thanh niên Thổ Nhĩ Kỳ" nhằm lật đổ Sultan nhà Ottoman là Abdul Hamid II. Sau khi Abdul Hamid II bị lật đổ, ông trở thành một nhân vật quan trọng trong quân đội. Năm 1911, ông phục vụ trong Bộ Chiến tranh ở kinh đô Constantinopolis (nay là Istanbul).

## Binh nghiệp

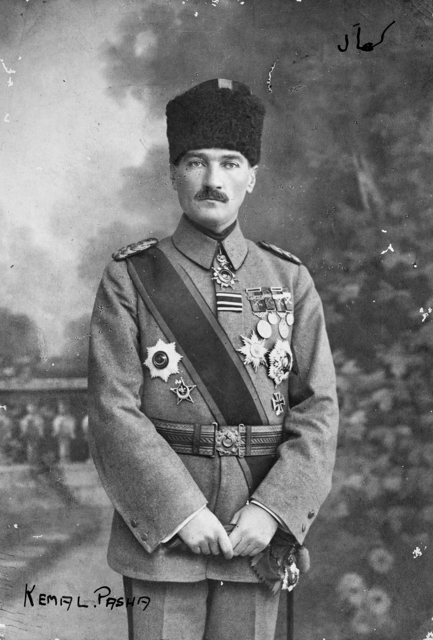
Mustafa Kemal Atatürk, lúc làm tư lệnh của Quân đội,(1918).

Năm 1911, chiến tranh nổ ra giữa Đế chế Ottoman và Ý nhằm giành vùng Trablusgarp (Libya ngày nay).
Trong trận Tobruk (hay còn gọi trận đánh tại đồi Nadura) ngày 22 tháng 12 năm 1911, Đại úy Mustafa Kemal thống lĩnh gần 200 liên quân Thổ Nhĩ Kỳ - Lybia đã đẩy lùi cuộc tấn công của hơn 2000 lính Ý, ngăn cản ý đồ xâm chiếm hải cảng chiến lược ở phía Đông biển Địa Trung Hải này. Ông được trao quyền chỉ huy ở Derne ngày 6 tháng 3 năm 1912. Cuối cùng, quân Ý vẫn giành chiến thắng trung cuộc.
Tháng 12 năm 1912, cuộc Chiến tranh Balkan lần thứ nhất nổ ra, Mustafa Kemal được điều động về Constantinopolis để nghênh chiến với quân Bulgaria ở Gallipoli và Bolyir. Mustafal Kemal đóng vai trò quan trọng trong cuộc tái chiếm cố đô Edirne và Didymoteicho trong cuộc Chiến tranh Balkan lần thứ hai.
Đến năm 1913, ông được bổ nhiệm đến Sofia với sứ mệnh tùy viên quân sự, nhưng thực chất là nhằm lôi ông tránh xa những mưu đồ chính trị.
Mustafa Kemal được nâng đến hàm trung tá năm 1914 khi Chiến tranh thế giới thứ nhất nổ ra và nắm quyền chỉ huy Trung đoàn 19, thuộc Quân đoàn 5 bố trí ở bán đảo Dardanelles. Tư lệnh tối cao là Thống chế Otto Liman von Sanders.
Khi Hội đồng Chiến tranh Anh quyết định sử dụng hạm đội liên hợp Anh-Pháp, mục đích là pháo kích và chiếm các pháo đài của Thổ Nhĩ Kỳ dọc bán đảo Gallipoli, sau đó sẽ tiến đến chiếm kinh đô Constantinopolis buộc Đế chế Ottoman phải đầu hàng và, cuối cùng, mở đường biển tiếp viện cho Nga.
Khoảng 19-25 tháng 2, trong một cuộc đụng độ giữa các lực lượng trú phòng Thổ và quân trinh sát Anh, một trung sĩ 20 tuổi tên Mehmet (sau này có tên đầy đủ là Mehmet Hasanoğlu), khi súng trường của anh bị kẹt, đã lấy đá để tấn công quân địch. Mustafa Kemal lập tức nắm lấy cơ hội này và phổ biến câu truyện cho toàn quân nhằm nâng cao sĩ khí, đồng thời ra đời tên gọi "Mehmetçik" cho đến ngày nay vẫn sử dụng khi chỉ binh lính Thổ.
Sau các cuộc tấn công đơn độc bằng lực lượng hải quân lần lượt thất bại, quân Đồng Minh quyết định tiến hành cuộc đổ bộ lớn nhất trong Chiến tranh thế giới thứ nhất. Vị trí của Mustafa Kemal nằm ngay giữa trung tâm của cuộc tấn công, đối mặt với quân ANZACS (Australian and New Zealand Army Corps), một lực lượng không những áp đảo về số lượng và vũ trang mà còn được sự hỗ trợ của chiến thuyền từ biển. Trong đợt 1 của chiến dịch tính từ ngày 25 tháng 4 năm 1915, nhiều cuộc chiến đẫm máu diễn ra nhằm dành đỉnh Chanuk Bair được biết đến là "Cuộc đua giành cao điểm". Đây là một trong những mục tiêu quan trọng nhất quyết định thành công hay thất bại của cả hai phe tham chiến. Đến đợt 2 bắt đầu từ ngày 6 tháng 5, do tình hình chiến sự căng thẳng, Mustafa Kemal hầu như chỉ cách chiến tuyền đầu chưa đầy 300 mét. Ông chỉ huy trong suốt cuộc đổ bộ ở vịnh Anzac, và nhiều trận đánh quan trọng khác như trận đồi Scimitar, trận Chanuk Bair, trận Sari Bair. Mustafa nói với binh sĩ: 
Tôi không ra lệnh cho anh em tấn công, tôi ra lệnh cho anh em phải chết. Trong lúc chúng ta ngã xuống, những binh sĩ và chỉ huy khác sẽ đến thay thế.
Nhờ những chỉ đạo tài tình và cương quyết của Mustafa đã góp phần đẩy lùi đà tiến quân của lực lượng Đồng Minh và đưa cuộc chiến vào trạng thái bế tắc. Trước những thiệt hại nặng nề và nhu cầu quân lực ở Mặt trận phía Tây, quân Đồng Minh buộc phải rút quân.
Trận Gallipoli không những là một trong những giây phút anh dũng và quả cảm nhất trong lịch sử của người Thổ mà còn đem lại niềm tin và hy vọng cho quốc gia này đang trong thời điểm lụi tàn: một chiến thắng vang dội sau chuỗi những thất bại. Đó là "cú thở gắt cuối cùng" của Đế chế Ottoman. Đối với Mustafa Kemal, tuy chưa nổi tiếng trong nước song đã được cả đồng nghiệp lẫn kẻ địch công nhận là một trong những tướng lĩnh tuyến đầu xuất sắc nhất.
Nhiều sử gia cho rằng Enver Pasha đã cố ý trỳ hoãn việc nâng hàm cho Mustafa Kemal, lúc này đã là đại tá.
Dù sao, khi được thuyên chuyển đến Mặt trận Caucasus năm 1916 để nắm quyền chỉ huy Quân đoàn 2, Mustafa Kemal đã được thăng lên hàm thiếu tướng. Tình hình ở đây khác hẳn Gallipoli, khi binh lính Thổ hăng hái chiến đấu bảo vệ tổ quốc. Người Armenia, chiếm đại đa số trong khu vực muốn thành lập quốc gia riêng của mình, chán ghét chính quyền Ottoman và chuyển sang hỗ trợ cho quân Nga. Đường tiếp tế liên tục bị tấn công, cộng với hàng trăm ngàn dân tản cư thuộc sắc tộc Kurd, vốn có mâu thuẫn sâu sắc với người Armenia. Mặc dầu vậy, Mustafa Kemal nhanh chóng vực dậy tinh thần quân sĩ và không cho quân Nga lấn sâu hơn. Ông tập trung thời gian đi thăm nom các thương bệnh binh và giúp đỡ dân tị nạn, cải thiện đời sống của nhân dân.
Do những nỗ lực và cống hiến trên, Mustafa Kemal được trao tặng huân chương Kiếm Vàng Imtiyaz.
Không lâu sau Mustafa Kemal lại được thuyên chuyển xuống lãnh đạo Quân đoàn 7 trong chiến dịch Palestine. Ông đụng độ với kẻ thù cũ là quân đội Anh của tướng Edmund Allenby (với lực lượng nòng cốt là các đơn vị của Ai Cập, Ấn Độ và ANZACS), và lại dưới quyền chỉ huy của Thống chế Đức Otto Liman von Sanders. Ông tích cực nghiên cứu bản đồ chiến sự và thị sát các mặt trận và nắm rõ thực lực địch-ta. Tại Syria không hề có sự hiện diện của thống đốc hay chính phụ dân sự. Khắp nơi, gián điệp ngầm của Anh cài vào do thám và tiến hành tuyên truyền ly khai, tổ chức Cuộc khởi nghĩa của dân Ả Rập. Dân chúng nói chung không còn thiết tha gì ngoại trừ chờ trực quân Anh đến càng sớm càng tốt. Khi Mustafa Kemal rút lui đến Jordan tổng số quân đào ngũ đã xấp xỉ 300000. Ông bày tỏ sự thất vọng trước sự yếu kém về khâu lãnh đạo trong một bức điện tín cho Sultan Ottoman:
Khi cuộc chiến tranh đã đi dần đến hồi kết thúc, Mustafa Kemal chuyển từ chiến đấu chống quân Đồng Minh sang chống lại sự tan rã của đế chế.
Trước tình thế chiến trường và chính trị bất lợi cho phía Đế chế Ottoman, Mustafa Kemal vẫn cương quyết chiến đấu, vừa đánh vừa rút nhằm bảo toàn những gì còn lại ở phía nam của đế chế. Chính đường biên giới được hoạch định sau đó còn được giữ gìn đến ngày nay cho Thỗ Nhĩ Kỳ có nhiều đóng góp của ông.

## Sự tan rã của Đế quốc Ottoman, 1918
Ngày 30 tháng 10 năm 1918 Hiệp định đình chiến Mudros được ký kết với phe Đồng Minh, dẫn đến sự hình thành của các quốc gia Ả Rập ngày nay: Syria, Liban, Iraq, Kuwait, Jordan và Thổ Nhĩ Kỳ. Nhân dân Thổ Nhĩ Kỳ khát khao thành lập quốc gia của riêng mình càng nhanh càng tốt. Nhưng theo hiệp ước thì các lực lượng vũ trang của Thổ buộc phải giải giáp và chịu sự chiếm đóng của quân Đồng Minh. Mustafa Kemal trở về kinh đô Istanbul vào ngày 13 tháng 11 năm 1918 và được trao vị trí trong Bộ Chiến tranh.
Liên quân các nước Anh, Ý, Pháp và Hy Lạp bắt đầu chiếm đóng Tiểu Á với ý đồ chỉ để một phần của trung tâm Tiểu Á lại cho người Thổ Nhĩ Kỳ. Hành động này lập tức được đáp trả bằng các phong trào dân tộc của nhân dân Thổ Nhĩ Kỳ, kết quả là cuộc chiến tranh giành độc lập Thổ Nhĩ Kỳ, hay còn được biết đến "sự tái sinh của nước Thổ".

## Cuộc chiến tranh giành độc lập Thổ Nhĩ Kỳ
Trái với ước nguyện của nhân dân Thổ là được bảo toàn trọn vẹn lãnh thổ của mình, các nhà lãnh đạo phe Đồng Minh đã bí mật chia chác quyền lợi trên thất bại của Đế chế Ottoman trong Hiệp định Paris, dựa trên các điều khoản bí mật ký kết năm 1915-1917. Đó là một Đế quốc Hy Lạp mới (Megalic Idea), dựa trên ý tưởng mở rộng một quốc gia mới bao gồm tất cả các nhóm dân Hy Lạp và được sự chấp thuận của Thủ tướng Anh là Lyoud George. Ý sẽ chiếm vùng giáp biển Địa Trung Hải mà họ đã được hứa hẹn ở Hiệp định St-Jean-de-Maurienne. Pháp theo Hiệp định Sykes-Picot, chờ đợi Hatay, Liban và Syria còn thèm muốn một phần miền Tây-Nam nữa của Tiểu Á. Anh đã có sẵn phần của họ ở Ả Rập, Palestine, Jordan và Iraq cũng nhắm tới quyền kiểm soát eo biển Thổ Nhĩ Kỳ.

### Giai đoạn tổ chức ban đầu 1919-20
Thay vì giải giáp các lực lượng vũ trang chính quy và các tổ chức dân tộc, Mustafa Kemal quay sang liên lạc với những nhà lãnh đạo địa phương và kêu gọi cho các thống đốc và sĩ quan chỉ huy tiến hành kháng chiến chống lại quân chiếm đóng.
Ngày 22 tháng 6 năm 1919, cùng với các nhà ái quốc khác như Rauf Orbay, Refet Bele và Ali Fuat Cebesoy, Mustafa Kemal ra thông cáo Amasya tuyên bố sự độc lập của Thổ Nhĩ Kỳ đang trong tình thế "ngàn cân treo sợi tóc" do triều đình Ottoman chịu sự lệ thuộc vào ngoại quốc nên người dân Thổ phải tự thành lập ra một nhà nước của mình.
Người Anh đã được báo động và e ngại các hoạt động của Mustafal Kemal và lập tức liên lạc với triều đình Ottoman. Họ hạ lệnh bắt giữ và kết án tử ông với lý do bất chấp mệnh lệnh.
Ngày 9 tháng 7, Mustafa Kemal từ chức và tham gia Hội nghị Erzurum, tụ họp các nhà cách mạng Thổ. Tại đây, ông được trao tặng danh hiệu "Công dân danh dự" với giấy đăng ký công dân hạng nhất. Mustafa Kemal trở thành người đại diện cho thành phố cửa ngõ của dân nhập cư vào Tây Tiểu Á này. Ông lập tức kêu gọi bỏ phiếu toàn quốc để lập ra một nghị viện mới đặt tại Ankara, trên cương vị là người phát ngôn của đại hội Silvas.

### Cuộc chiến tranh giành độc lập 1920-22
Tại Đại hội quốc gia của Thổ Nhĩ Kỳ vào ngày 23 tháng 4 năm 1920, Mustafa Kemal được bầu làm tổng thống.
Hiệp ước Serves được ký kết giữa chính phủ Ottoman và lực lượng Đồng Minh chuẩn bị những bước cuối cùng cho kế hoạch chiếm đóng Tiểu Á. Sự kiện này kích động mâu thuẫn giữa triều đình Istanbul và chính quyền Ankara do đối với Mustafa Kemal và các đồng sự của ông hành động này là không thể chấp nhận được và sẽ là sự chấm dứt của một quốc gia Thổ độc lập. Thái độ kiên quyết của những nhà ái quốc được sự hưởng ứng nhiệt liệt của đại bộ phận nhân dân, và Hội đồng quốc gia nhanh chóng phê chuẩn sự thành lập của một đội quân quốc gia.
Chiến sự nổ ra ở cả ba mặt trận: chiến tranh Hy Lạp-Thổ Nhĩ Kỳ, chiến tranh Thổ Nhĩ Kỳ-Armenia, chiến tranh Pháp-Thổ Nhĩ Kỳ cùng với việc trấn áp các cuộc nổi loạn trong nước, kéo dài từ 1920 đến 1921.
Chính Hy Lạp là quốc gia trực tiếp muốn xâm lược Tiểu Á. Sau hàng loạt các cuộc đụng độ quân đội Hy Lạp tiến đến sông Sakarya, chỉ cách Ankara hơn 80 kilômét. Mustafa Kemal được chọn làm tổng tư lệnh của lực lượng vũ trang với toàn quyền. Sau đó quân Hy Lạp bị đánh đại bại trong trận Sakarya kéo dài gần 12 ngày, từ 23 tháng 8 đến 13 tháng 9 năm 1921.
Khi Mustafa Kemal dẫn đoàn quân chiến thắng trở về Ankara, ông được trao hàm thống soái của quân đội và danh hiệu gazi (người chiến binh của đức tin chống quân vô thần). Cuối cùng, quân đội Hy Lạp bị đánh bại hoàn toàn ở trận Dumlupinar vào ngày 30 tháng 8 năm 1922.
Cùng với sự sụp đổ của Đế quốc Nga vào năm 1917, ba nước cộng hòa độc lập được thành lập ở vùng Caucasus: Armenia, Azerbaijan và Gruzia. Kemal và phong trào của ông tức giận trước quyết định công nhận quyền tự trị cho Armenia trong Hiệp ước Sèvres của triều đình Ottoman. Mùa thu năm 1920, quân đội của Kemal tấn công Armenia và chiếm phần lớn lãnh thổ của nước cộng hòa này. Tháng 12 năm 1920, Armenia yêu cầu đình chiến. Sau đó các hiệp ước với Liên Xô, Thổ Nhĩ Kỳ được nhượng lại phần lớn lãnh thổ của nước cộng hòa dân chủ Armenia yểu thọ này.

## Giai đoạn chuẩn bị cho hòa bình (1922-23)
Hiệp định Kars được ký kết ngày 23 tháng 11 năm 1921 đã giải quyết chiến sự ở vùng biên giới phía đông Thổ Nhĩ Kỳ và trả lại chủ quyền các thành phố Kars và Ardahan cho người Thổ, vốn bị cướp mất 3 thập kỷ trước bởi Đế quốc Nga trong cuộc Chiến tranh Nga-Thổ Nhĩ Kỳ (1877–1878).
Tại Hội nghị Lausanne vào tháng 7 năm 1923, İsmet İnönü đòi hỏi chính phủ ở Ankara được đối xử như một nhà nước độc lập và có chủ quyền, ngang hàng với tất cả các nhà nước khác. Theo sự chỉ dẫn của Mustafa Kemal, trong khi tranh cãi các vấn đề liên quan đến tính pháp lý và tài chính của Thổ Nhĩ Kỳ, Thỏa ước đầu hàng của Đế chế Ottoman, eo biển Thỗ Nhĩ Kỳ..., đồng thời từ chối mọi thỏa thuận gây tổn thương đến chủ quyền của Thổ Nhĩ Kỳ. Cuối cùng, sau nhiều cuộc tranh luận, vào ngày 24 tháng 7 Hiệp ước Lausanne được ký kết, chấm dứt những năm dài chiến tranh đã hủy hoại quốc gia này. Lãnh thổ của quốc gia Thổ Nhĩ Kỳ vốn được công bố 3 năm trước cuối cùng cũng được công nhận, ngoại trừ toàn bộ chủ quyền đối với các thành phố Mosul, Kirkuk, Hatay (Antioch) và İskenderun (Alexandretta).

## Nước Cộng hòa Thổ Nhĩ Kỳ và tư tưởng Kemal

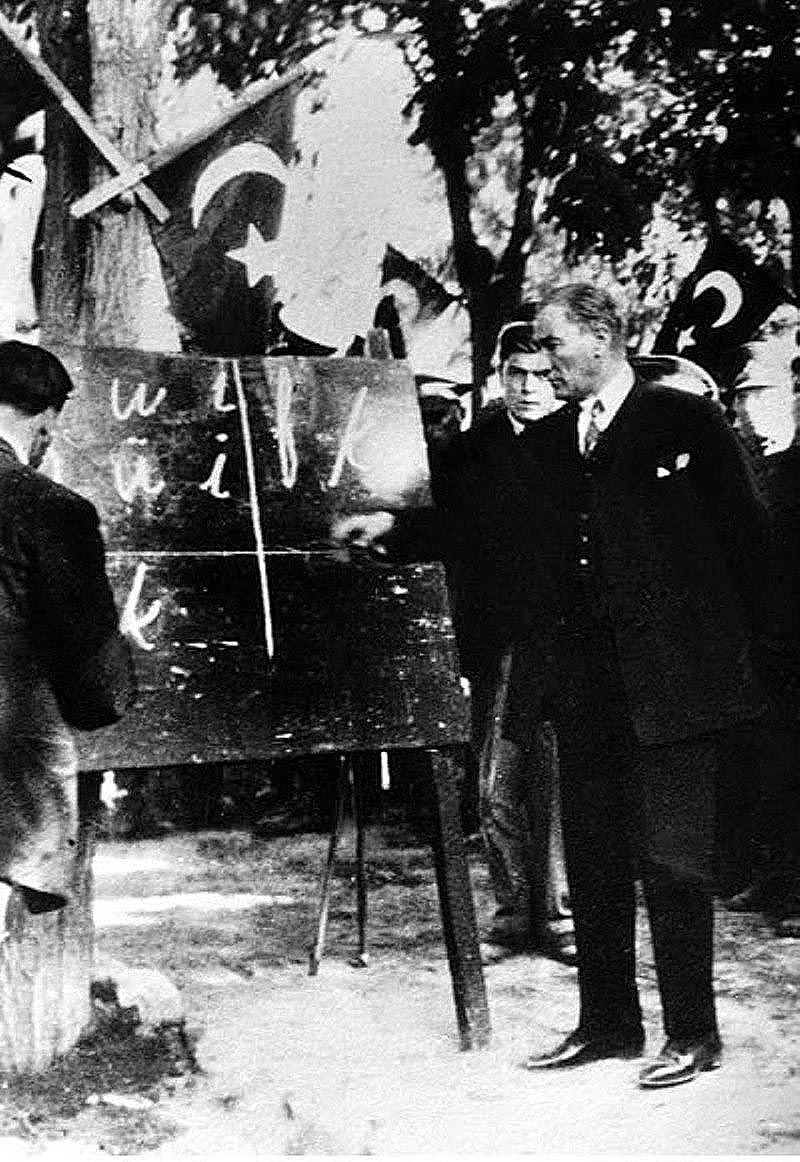
Tổng thống Mustafa Kemal Atatürk giới thiệu bảng chữ cái mới của Thổ Nhĩ Kỳ cho người dân tại Kayseri (20 tháng 9 năm 1928)

Ngày 29 tháng 10 năm 1923, Cộng hòa Thổ Nhĩ Kỳ được thành lập. Mustafa Kemal đưa Fevzi Çakmak, Kazım Özalp và İsmet İnönü vào những vị trí quan trọng trong nội các mới. Họ sẽ giúp ông thực hiện các cuộc cải cách mà gần như bất khả thi trong những năm trước 1923.
Trong những năm đầu của nước cộng hòa này, họ phải đối đầu với thù trong giặc ngoài: chế độ cũ muốn trở lại. Mustafa Kemal nhìn ra hậu quả của chủ nghĩa phát xít nên loại bỏ. Ông cố sức ngăn cản sự truyền bá của chế độ chuyên chế như các nước đế quốc Ý, Đức.
Cuộc cải cách Atatürk bị đánh giá là quá gấp rút: Những phong tục tập quán có hàng ngàn năm lịch sử gần như thay đổi hoàn toàn. Đặc biệt là những cải cách tôn giáo của ông gặp nhiều phản đối, và tạo nên một mối bất đồng đáng kể giữa xã hội và chính trị tồn tại cho đến ngày nay.

## Những ngày cuối cùng
Giữa năm 1937, sức khỏe của Atatürk suy giảm, và có dấu hiệu của bệnh xơ gan. Trong bản di chúc viết ngày 5 tháng 9 năm 1938, ông hiến toàn bộ tài sản của mình cho Đảng Nhân dân Cộng hòa.

### Tang lễ
Mustafa Kemal Atatürk qua đời tại Istanbul vào lúc 09:05 sáng ngày 10 tháng 11 năm 1938, hưởng thọ 57. Hơn 17 quốc gia viếng tang bằng người đại diện và đội nghi lễ. Hài cốt ông được đưa vào Bảo tàng Dân tộc học ở Ankara vào tháng 11 năm 1953, đám diễu hành gồm toàn bộ các thành viên nội các kéo dài hơn 2 dặm, cùng hơn 21 triệu dân khắp cả nước.

## Gia đình và đời sống cá nhân
Mustafa Kemal kết hôn với Latife Uşaklıgil ngày 29 tháng 1 năm 1923. Cuộc hôn nhân kéo dài không lâu và họ ly dị ngày 5 tháng 8 năm 1925. Tuy vậy nền học vấn phương Tây, vốn đa ngôn ngữ, của bà được cho là có phần nào ảnh hưởng trong quyết định đưa nước Thổ Nhĩ Kỳ theo Hồi giáo thành một nhà nước hiện đại phi tôn giáo. Hoàn cảnh cuộc ly dị vẫn còn là một bí mật mặc dầu phần lớn tin rằng Uşaklıgil không chấp nhận được thói nghiện rượu và các buổi dạ hội muộn của Atatürk. Các lá thư và nhật ký của bà bị cấm xuất bản. Atatürk không có con mà nhận con nuôi: con gái Afet (İnan), Sabiha (Gökçen) (nữ phi công chiến đấu cơ đầu tiên trên thế giới), Fikriye, Ülkü, Nebile, Rukiye, Zehra và con trai Mustafa. Ngoài ra ông còn bảo trợ cho Abdurrahim and İhsan.
Trong tổng số 5 anh chị em ruột của Atatürk tất cả đều mất sớm, chỉ còn người chị Makbule.
Trong thời gian rảnh rỗi không bận việc nước Atatürk dành thời gian đọc sách, cưỡi ngựa, chơi cờ, bơi... và đặc biệt là khiêu vũ. Ông thông thạo tiếng Pháp và tiếng Đức, và sở hữu một thư viện sách phong phú về chính trị, lịch sử, ngôn ngữ v.v.

## Di sản Atatürk
Khẩu hiệu nổi tiếng nhất của Atatürk là "hòa bình tại gia, hòa bình trên toàn thế giới", thể hiện cho tư tưởng và quan điểm của ông về tính nhất quán giữa chính sách đối nội và đối ngoại. Đây không chỉ là quyết định ngẫu nhiên, nó xuất phát từ nhu cầu cấp bách của một nhà nước non trẻ mà tính ổn định lâu dài của nó phụ thuộc nhiều vào quan hệ quốc tế.
Ông thiết lập mối quan hệ gần gũi hơn với kẻ thù cũ Hy Lạp bằng việc mời thủ tướng Hy Lạp là Eleftherios Venizelos đến thăm thủ đô Ankara năm 1923, và Venizelos thậm chí còn đề cử Atatürk cho giải Nobel Hòa bình năm 1934. Tướng Douglas McArthur của Mỹ nhiều lần bày tỏ lòng ngưỡng mộ và "vinh dự là một người bạn trung thành của Atatürk".
Tên tuổi và chân dung của Atatürk có thể nghe và thấy khắp Thổ Nhĩ Kỳ: ở công trình công cộng, trường học, sách giáo khoa và tiền tệ. Hàng năm, vào chính xác thời điểm ông qua đời ngày 10 tháng 11 gần như tất cả mọi người Thổ sẽ dừng lại dành một phút tưởng niệm cho Atatürk. Tượng tưởng niệm ông được xây dựng khắp hầu hết các thành phố lớn của Thổ Nhĩ Kỳ và trên thế giới: đài kỷ niệm Atatürk ở New Zealand và Úc, quảng trường Atatürk ở Roma v.v.
Năm 1981, UNESCO công bố năm Atatürk, nhân dịp kỷ niệm 100 năm ngày sinh nhật của ông.

## Những danh hiệu
Tên khai sinh của ông là Mustafa (có nghĩa là "người được lựa chọn"), sau đó mang thêm tên thứ hai Kemal ("hoàn hảo"). Cho tới khi từ chức dưới thời Đế chế Ottoman, ông được biết đến dưới tên gọi Kemal Pasha (một chức vụ cao cấp trong hệ thống chính trị, thường được trao cho Tướng quân và quan Tổng đốc, tương được với danh hiệu Lord của người Anh). Trong cuộc Chiến tranh giành độc lập Thổ Nhĩ Kỳ, ông mang thêm danh hiệu Gazi. Cho tới ngày 24 tháng 11 năm 1934, Hội đồng Quốc gia Thỗ Nhĩ Kỳ quyết định trao tặng tên Atatürk có nghĩa là "Cha già dân tộc Thổ", vì những cống hiến lớn lao vì tổ quốc và nhân dân của ông.